# Бруттиг-Фанкель
Бруттиг-Фанкель (нем. Bruttig-Fankel) — община в Германии, в земле Рейнланд-Пфальц. 
Входит в состав района Кохем-Целль. Подчиняется управлению Кохем-Ланд.  Население составляет 1150 человек (на 31 декабря 2010 года). Занимает площадь 14,38 км².
Коммуна подразделяется на 2 сельских округа.

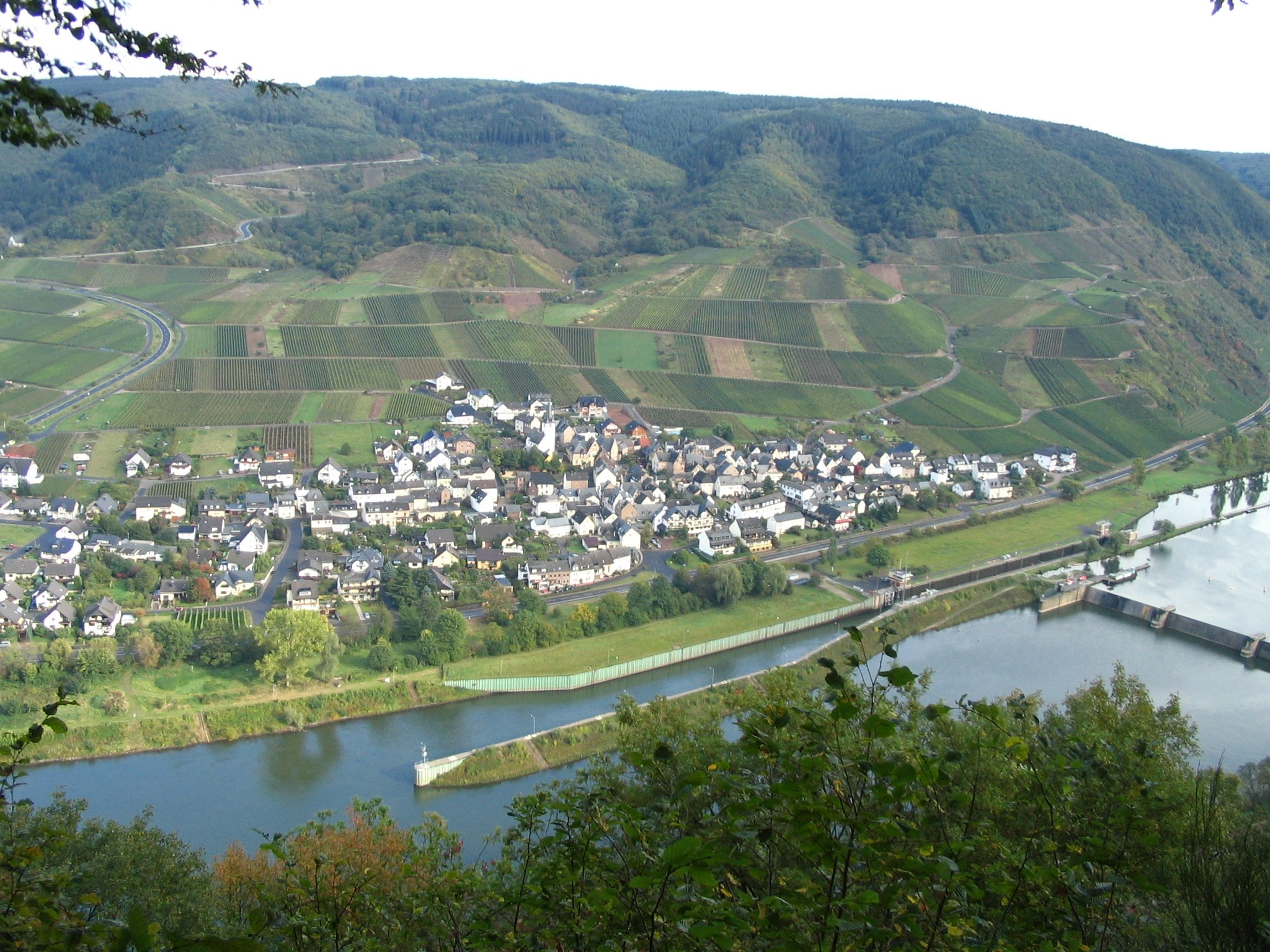
Бруттиг-Фанкель